# Spamela Hamderson
Spamela Hamderson is een handpop uit de Amerikaanse komische serie Muppets Tonight. Ze is een weelderig, ietwat simpel varken met blonde haren, dat over het algemeen slechts gekleed gaat in een rode bikini.
Ze is een parodie op Pamela Andersons personage C.J. Parker, dat ten tijde van Muppets Tonight speelde in de populaire televisieserie Baywatch. Spamela is dan ook voornamelijk te zien als reddingszwemster in de terugkerende sketch "Bay of Pigswatch". Met haar uiterlijk brengt ze de mannen rondom haar het hoofd op hol. Dit kan onbewust, zoals bij haar tegenspeler David Hasselhoff, of bewust, zoals in de Muppets Tonight-aflevering met Sandra Bullock waarin ze al dansend probeert om de kijkcijfers hoog te houden.
Spamela Hamderson wordt gespeeld door Leslie Carrara.